# 蒂莫希夫卡 (波洛希区)
47°43′23″N 35°55′6″E / 47.72306°N 35.91833°E
蒂莫希夫卡（烏克蘭語：Тимошівка）是位於烏克蘭東南部的村莊，由扎波羅熱州波洛希區的普雷奧布拉任卡市鎮負責管轄。該村處於上泰爾薩河左岸，距離米基利斯凱1公里，始建於1926年，面積0.72平方公里，海拔高度133米，2001年人口77。